# Gandevi
Gandevi é uma vila no distrito de Navsari, no estado indiano de Gujarat.

## Geografia
Gandevi está localizada a 20° 49′ N, 72° 59′ L. Tem uma altitude média de 9 metros (29 pés).

## Demografia
Segundo o censo de 2001, Gandevi tinha uma população de 15,843 habitantes. Os indivíduos do sexo masculino constituem 50% da população e os do sexo feminino 50%. Gandevi tem uma taxa de literacia de 77%, superior à média nacional de 59.5%: a literacia no sexo masculino é de 81% e no sexo feminino é de 72%. Em Gandevi, 10% da população está abaixo dos 6 anos de idade.